# Chery Tiggo 5
La Chery Tiggo 5 est un modèle de crossover compact produit par Chery.

## Aperçu
Le Chery Tiggo 5 a été lancé en novembre 2013 au Salon de l'automobile de Guangzhou de 2013. Le Chery Tiggo 5 a ensuite été lancé en Chine le 28 novembre avec un prix entre 100 000 et 150 000 yuans, il est légèrement plus grand et se positionne au-dessus du crossover compact Chery Tiggo 3.

## Galerie

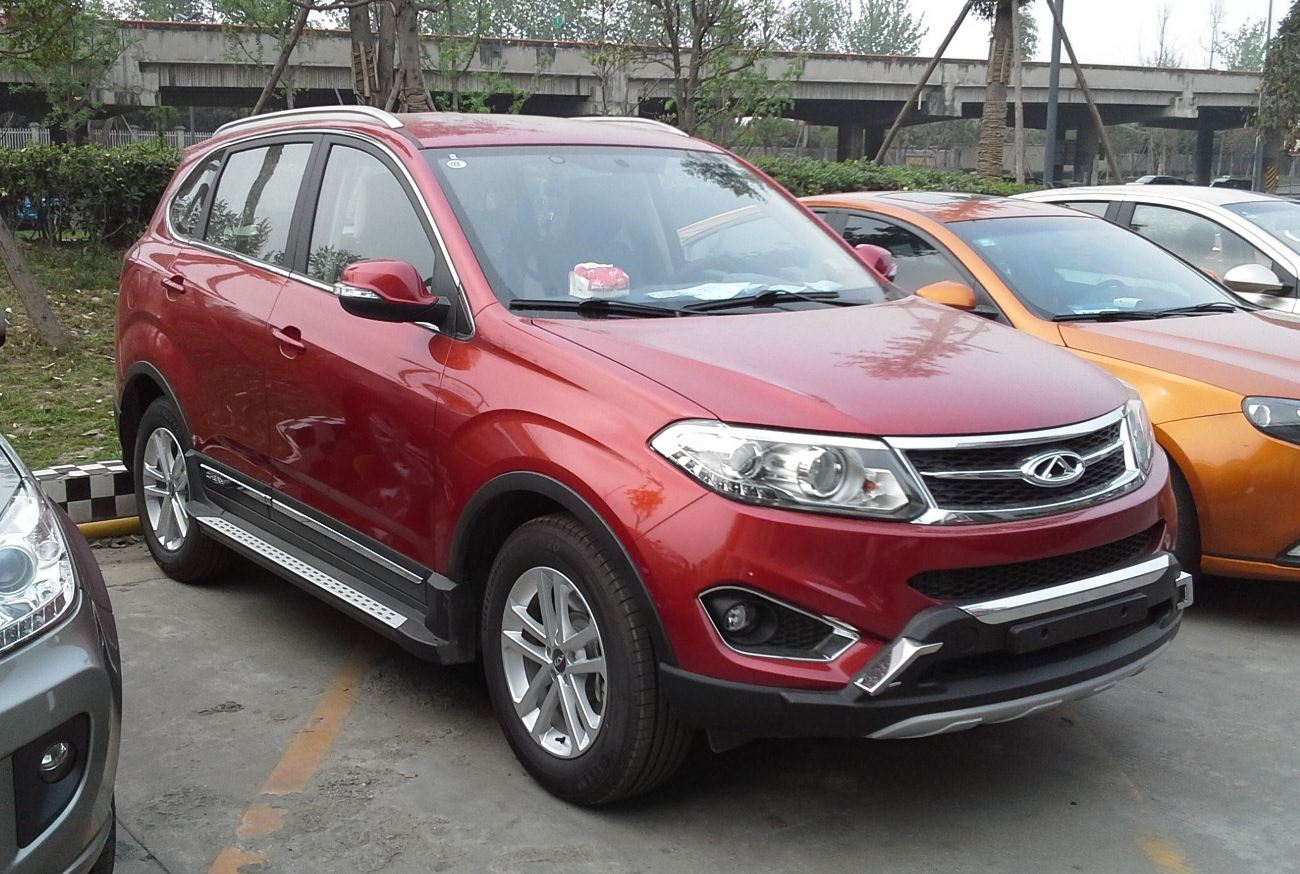
Chery Tiggo 5 vue avant avec garniture supérieure
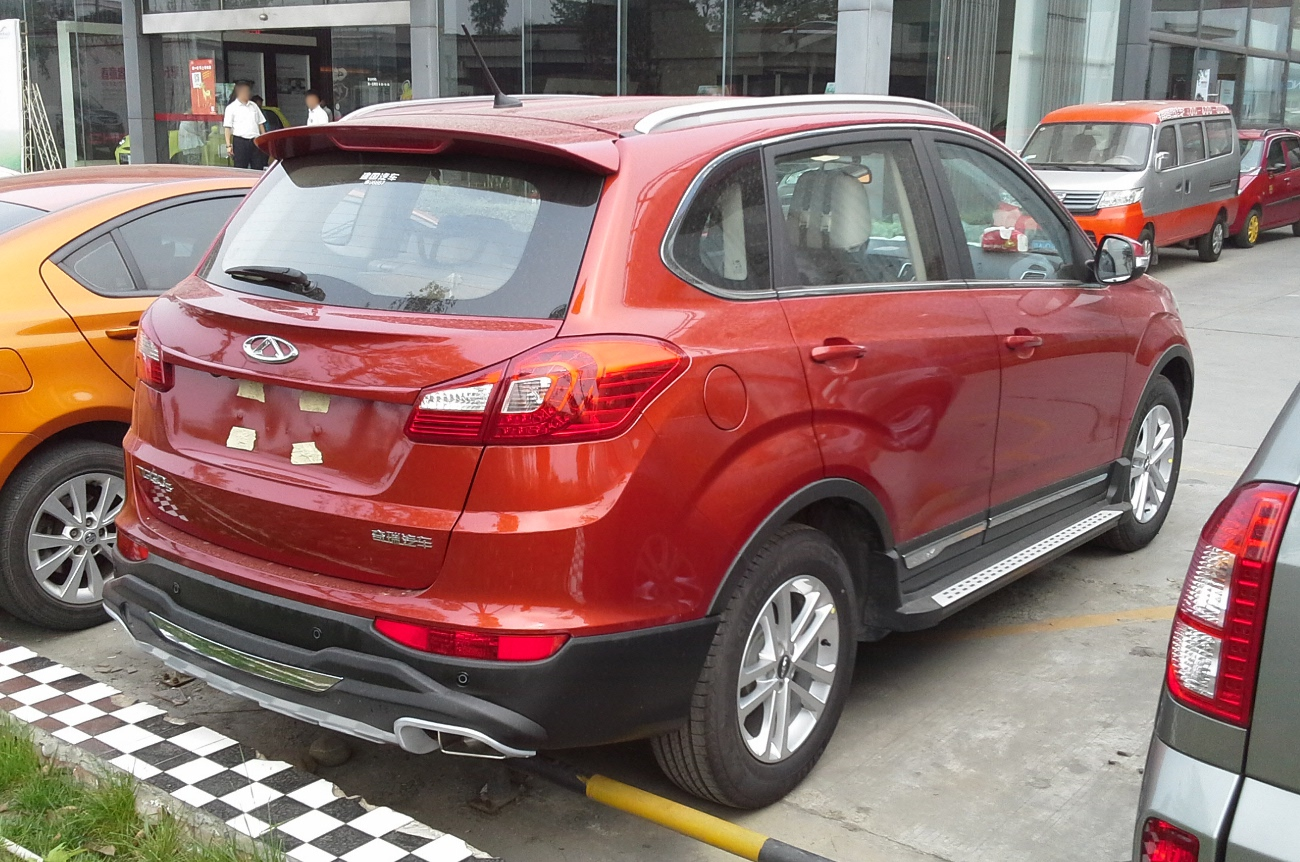
Chery Tiggo 5 vue arrière avec garniture supérieure
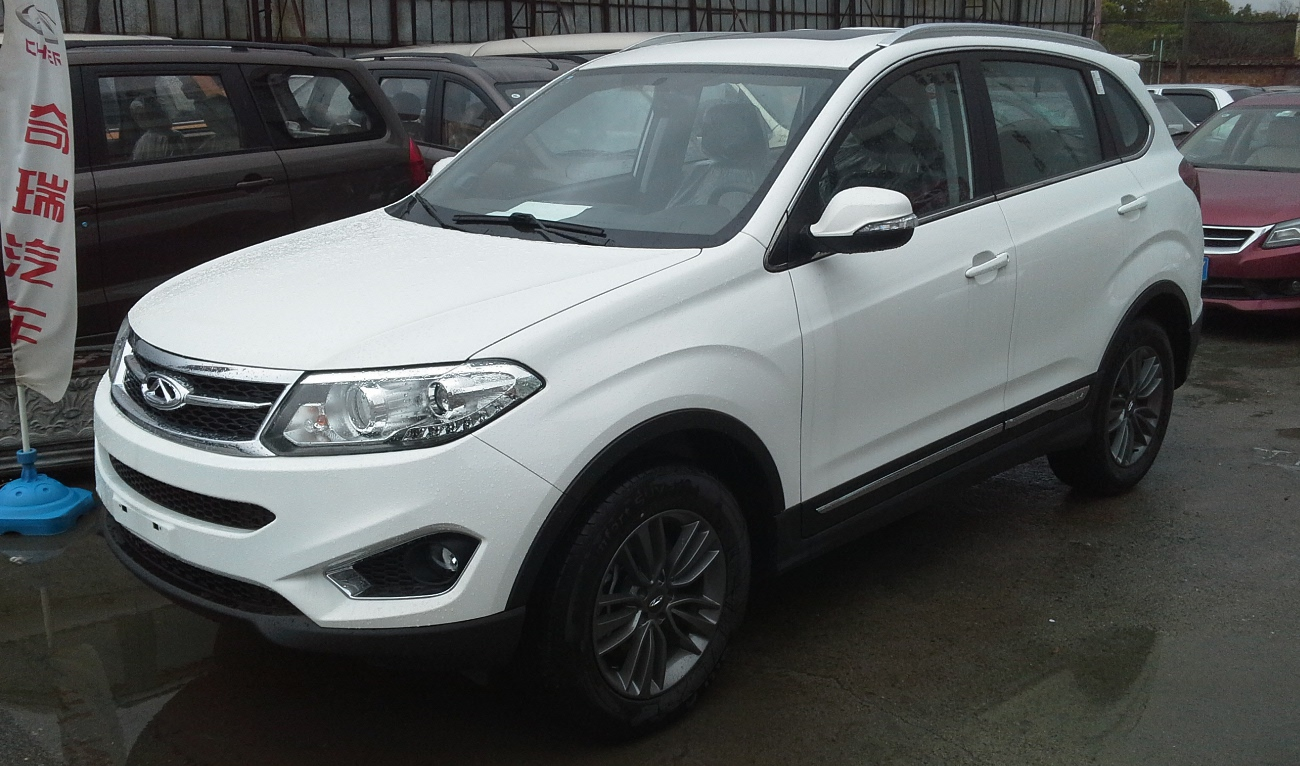
Chery Tiggo 5 vue avant avec garniture inférieure
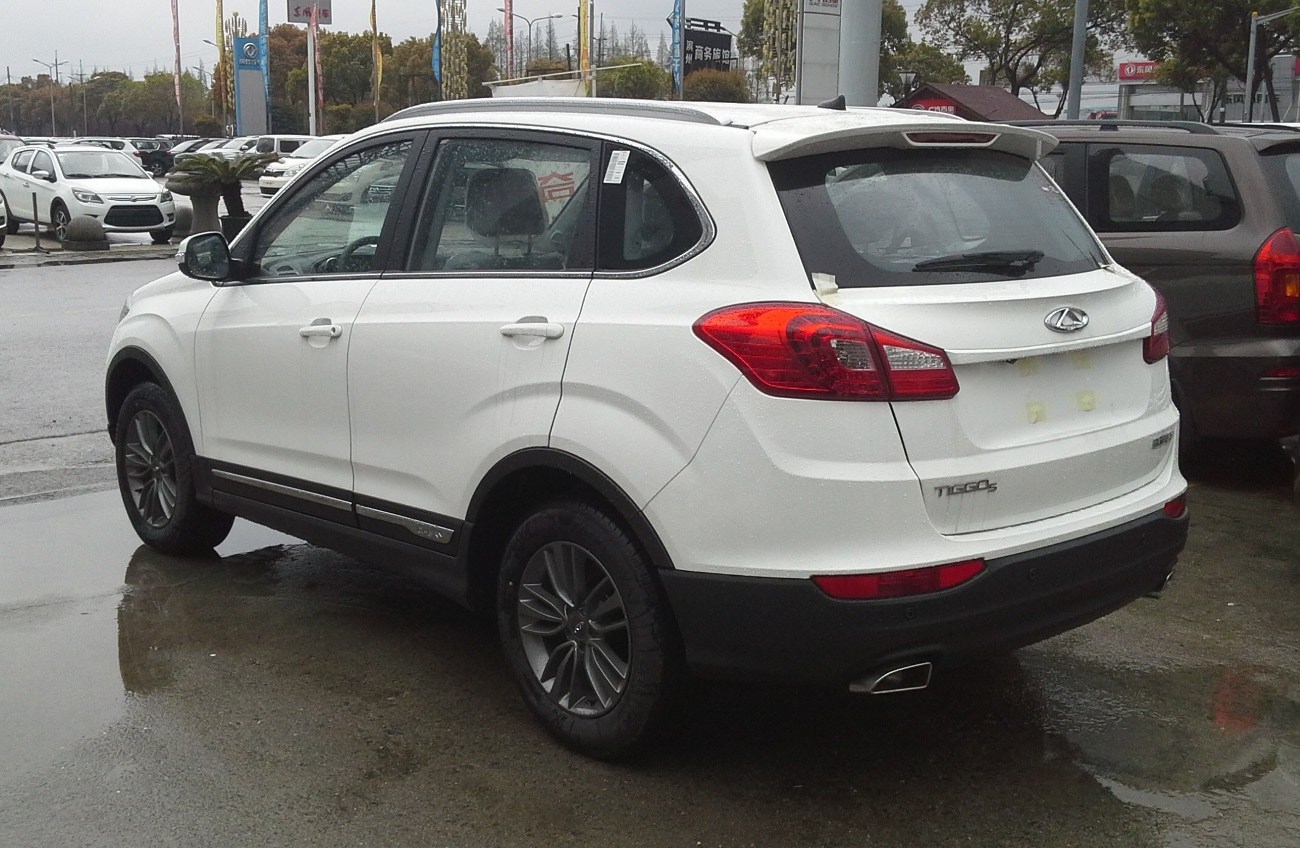
Chery Tiggo 5 vue arrière avec garniture inférieure
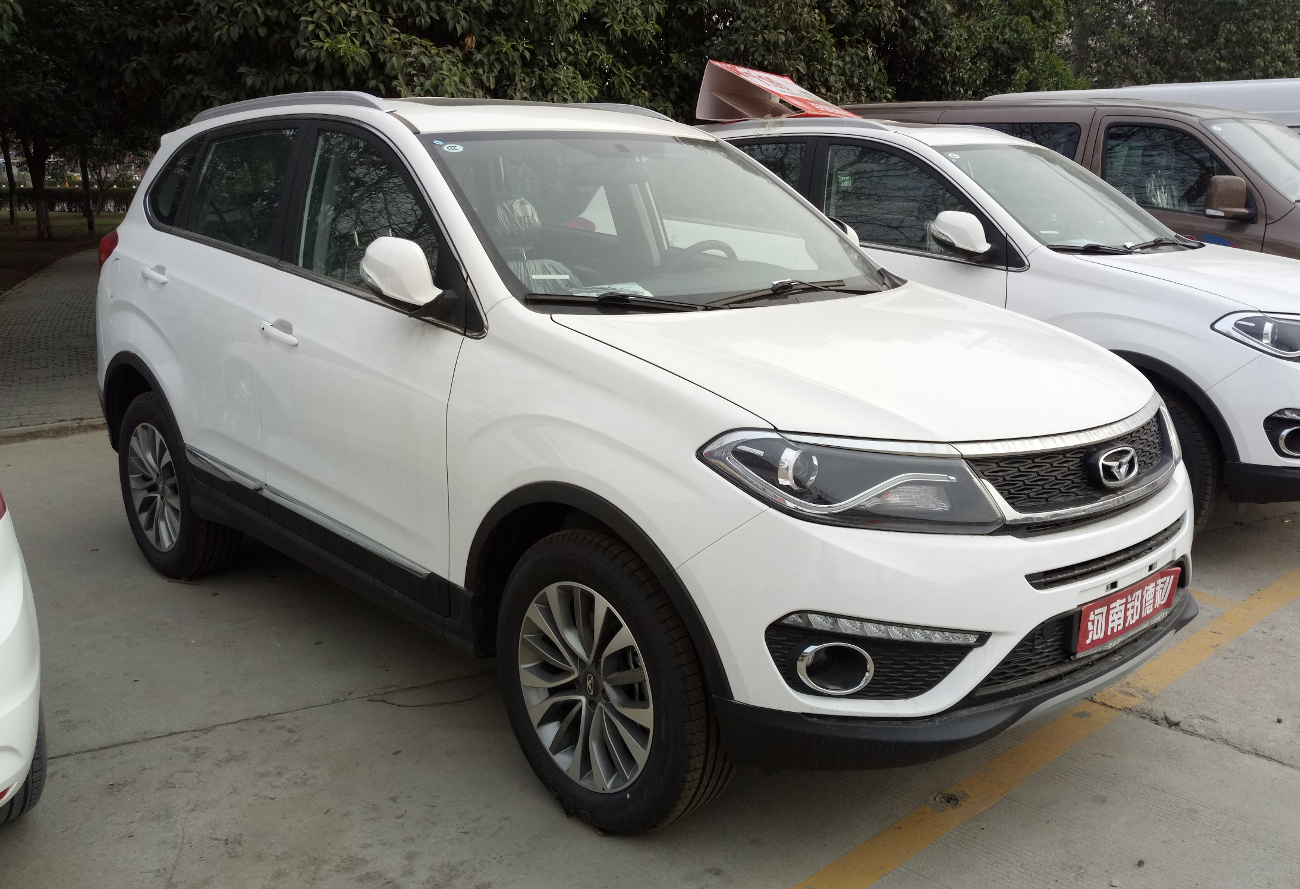
Cowin X5
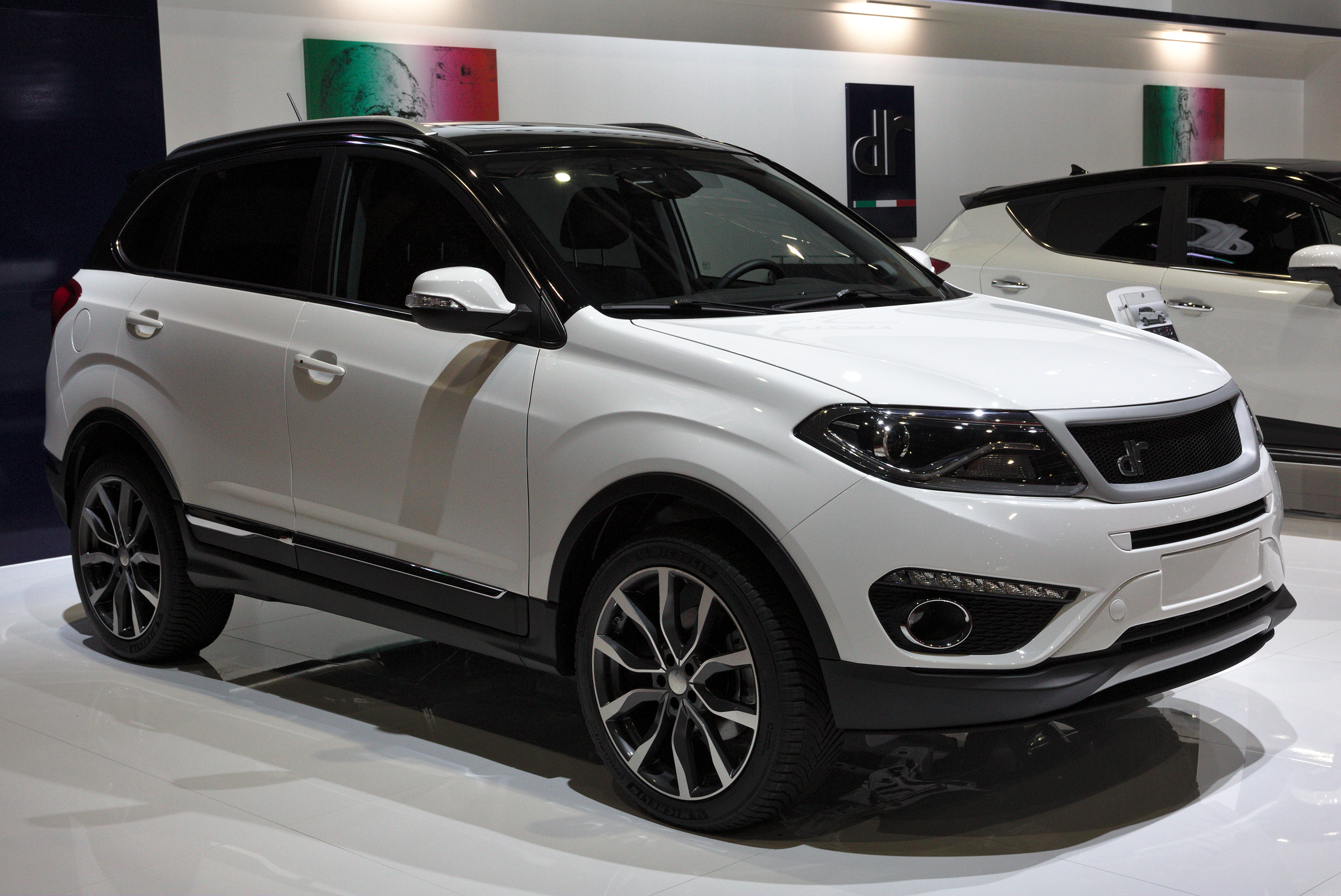
DR6